# Apisa nyasae
Apisa nyasae là một loài bướm đêm thuộc phân họ Arctiinae, họ Erebidae.